# Fotoklub Split
Fotoklub Split je fotografski klub iz Splita. Najstariji je fotoklub u Hrvata.

## Povijest
Foto klub Split konstituiran je na skupštini u Kinu Karaman 26. travnja 1911. godine. Glavni pokretači i osnivači kluba bili su profesori Realke Umberto Girometta i Juraj Božičević. Uz ova dva foto amatera značajniji prvi aktivni članovi bili su i nastavnik Realke Mirko Fagarazzi, te trgovac Ante Milišić u čijoj su se papirnici u Ilićevom prolazu nasuprot kina Karaman mogli opskrbljivati foto opremom i izlagati radove nakon organiziranih foto izleta.
Neprilike oko dva svjetska rata nisu samo utjecale na prestanak klupskog okupljanja, vec i na uništavanje fotografske građe. Tek su se 1950. u okrilju organizacije Narodna tehnika obnavlja institucionaliziranje amaterske fotografske djelatnosti kroz Klub foto i kino amatera. Nakon odvajanja od "Kino kluba Split" i iseljenja iz prostorija na Rivi 1952. g. Foto klub se smjestio u Marmontovoj ulici u sklopu "Izložbenog salona Galić" od kojeg se odvojio 1956. g. kada organiziranjem 2. Klupske izložbe definitivno počinje živjeti svoju djelatnost sa svojim gradom i puno puno šire do današnjih dan.
Klub je ostvario uspjeh i veliki ugled. Godine 2008., Fotoklub je treći od 83 svjetska grada i jedini u Hrvatskoj imao izložbu World Press Photo. Mnogi fotografi žele izlagati u Fotoklubu Splitu, a izložbe se dogovaraju godinu dana unaprijed. Ugledni svjetski fotografi žele biti članovi Fotokluba Splita, kao što su Nenad Reberščak i Stephan Lupino.
Fotoklub Split danas je žarište kulturnoga života Splita i jedna je od najposjećenijih ustanova u Hrvatskoj s više od 100.000 posjetitelja godišnje i jedina fotogalerija u Hrvatskoj koja je otvorena 365 dana u godini. Kuriozitet je da klub svake godine otvara izložbu u novogodišnjoj noći, pa je taj događaj prvi kulturni događaj godine u Hrvatskoj.

## Zaštita
Ministarstvo kulture Republike Hrvatske uvrstilo je prostor Galerije fotografije i Fotoklub Split u popis kulturnih dobara, čime se štiti izložbeni i uredski prostor, pomoćne prostorije i foto-laboratorij. To je najznačajnije priznanje u 103 godine povijesti Fotokluba Split, koji je postao prva foto-galerija u Hrvatskoj koja nosi titulu kulturnog dobra.
Pod oznakom Z-6235 zavedeni su kao nepokretno kulturno dobro - pojedinačno, pravna statusa zaštićena kulturnog dobra, klasificirano kao "profana graditeljska baština".

## Poznati članovi
U klubu je ponikao velik broj fotografa koji su ostavili ili još ostavljaju bitnog traga u hrvatskoj fotografiji. Moglo bi se govoriti o trima naraštajima umjetnika fotografije poniklih iz Fotokluba Split. Značajnija imena prve generacije između ostalih su Ljubomir Garbin, Ivan Filipin, Nikola Vučemilović, Ivo Eterović, Petar Jović, Andro Damjanić i Zvonimir Buljević, dok srednjoj pripadaju Aljoša Krstulović, Ante Verzotti, Feđa Klarić, Stipe Božić, Pero Dragičević, Čedomir Butina i Branko Ostojić. Treći naraštaj poznatih hrvatskih fotografa poniklih u Fotoklubu Split čine Matko Biljak, Tom Dubravec, Božidar Vukičević, Rino Efendić, Valentino Bilić Prcić, Ivan Bura, Paun Paunović, Duje Klarić, Zvonimir Brkan, Ante Brkan i nekoliko zanimljivih fotografkinja: Jelena Popić, Ivana Kragić, Maja Prgomet, Jelena Balić i Lili Zaneta.